# Ulrich Mahlknecht
Ulrich Rudolph Mahlknecht (* 29. April 1967 in Ravensburg) ist ein deutscher Mediziner.

## Leben
Ulrich Mahlknecht ist in Stern (La Villa), Gemeinde Abtei, Alta Badia, Gadertal, Südtirol, aufgewachsen. Er studierte Humanmedizin an den Universitäten Bochum, Birmingham, Paris und Tübingen, wo er 1995 promoviert wurde. Seine Facharztausbildung begann er an der Albert-Ludwigs-Universität Freiburg im Breisgau. Von 1996 bis 1999 war Ulrich Mahlknecht Postdoktorand am Picower Institute for Medical Research der State University of New York. Von 1999 bis 2003 setzte er seine Ausbildung als Internist in den Schwerpunkten Hämatologie und Onkologie an der Johann Wolfgang Goethe-Universität in Frankfurt/Main fort, wo er sich für das Fach Innere Medizin habilitierte. Seit 2004 war er als Oberarzt an der Medizinischen Klinik der Universität Heidelberg tätig und leitete dort die Medizinische Task Force „Myeolodysplastisches Syndrom (MDS) und akute Leukämien“ (umgangssprachlich auch als Blutkrebs bezeichnet). Gleichzeitig leitete er das MDS Exzellenzzentrum Heidelberg, dessen Gründer er war.
Wissenschaftlich hat Ulrich Mahlknecht innerhalb des Emmy Noether-Programms der Deutschen Forschungsgemeinschaft (DFG) und gefördert durch die Deutsche José Carreras Leukämie-Stiftung Projekte geleitet, die sich mit der Erforschung der molekularen Grundlagen und der Entwicklung epigenetischer und immuntherapeutischer Strategien zur Behandlung akuter Leukämien sowie des MDS beschäftigen. 2007 wurde Ulrich Mahlknecht als Professor an die Universität des Saarlandes an den Lehrstuhl für Immuntherapie und Gentherapie berufen, wo er am José-Carreras-Zentrum für Immun- und Gentherapie neue molekulare Konzepte zur Therapie akuter Leukämien sowie des Myelodysplastischen Syndroms erforscht. Ulrich Mahlknecht ist Präsident der Clinical Epigenetics Society, einer gemeinnützigen internationalen Vereinigung, die sich die Förderung von Wissenschaft und Forschung im Bereich der klinischen Epigenetik zum Ziel gesetzt hat und Gründer der wissenschaftlichen Zeitschrift Clinical Epigenetics.
Von 2012 bis 2020 leitete er als Chefarzt die Abteilung für Onkologie und Hämatologie an der St.-Lukas-Klinik in Solingen.
Seit dem 1. Juli 2021 ist Ulrich Mahlknecht als niedergelassener Arzt in Solingen-Ohligs tätig. Der Schwerpunkt seiner Tätigkeit liegt auf einer internistischen und hausärztlichen Tätigkeit.

## Auszeichnungen
- Im Mai 2019 wurde ihm für seine Lebensleistung im Dienste der Krankenversorgung sowie für seine Verdienste in Forschung und Lehre der US-amerikanische Albert Nelson Marquis Lifetime Achievement Award verliehen.[2]